# Földi bülbül
A földi bülbül (Phyllastrephus terrestris) a madarak osztályának verébalakúak (Passeriformes) rendjébe és a bülbülfélék (Pycnonotidae) családja tartozó faj.

## Rendszerezése
A fajt William John Swainson angol ornitológus írta le 1837-ben.

## Alfajai
- Phyllastrephus terrestris suahelicus (Reichenow, 1904) – dél-Szomália, közép- és kelet-Kenya, kelet-Tanzánia, északkelet-Mozambik;
- Phyllastrephus terrestris intermedius (Gunning & Roberts, 1911) – délkelet-Kongói Demokratikus Köztársaság, Zambia, Malawi, északnyugat-Mozambik, Zimbabwe, észak-Botswana, északkelet-Dél-afrikai Köztársaság, délkelet-Angola;
- Phyllastrephus terrestris terrestris (Swainson, 1837) – Szváziföld, dél- és délkelet-Dél-afrikai Köztársaság.

## Előfordulása
Afrika keleti és déli részén, Angola, Botswana, a Dél-afrikai Köztársaság, a Kongói Demokratikus Köztársaság, Kenya, Malawi, Mozambik, Namíbia, Szomália, Szváziföld, Tanzánia, Zambia és Zimbabwe területén honos. 
Természetes élőhelyei a szubtrópusi vagy trópusi síkvidéki esőerdők és cserjések, folyók és patakok környékén, valamint szántóföldek. Állandó, nem vonuló faj.

## Megjelenése
Testhossza 22 centiméter, testtömege 25–47 gramm.
|  |

## Életmódja
Ízeltlábúakkal és csigákkal táplálkozik.

## Szaporodása
Fára vagy cserjére rakja fészkét. Fészekalja 2-3 tojásból áll.

## Természetvédelmi helyzete
Az elterjedési területe rendkívül nagy, egyedszáma pedig stabil. A Természetvédelmi Világszövetség Vörös listáján nem fenyegetett fajként szerepel.